# Зиныч, Игорь Викторович
Игорь Викторович Зиныч (6 сентября 1989 — 20 января 2015) — младший сержант медицинской службы Вооруженных Сил Украины. Участник вооружённого конфликта на востоке Украины. Герой Украины (2015, посмертно).

## Биография
Родился 6 сентября 1989 года в поселке Ракитное. Образование получил в школе № 3, затем, в 2009 году окончил Белоцерковский медицинский колледж. После срочной службы работал в Ракитнянской районной больнице.
После начала вооружённого конфликта на востоке Украины добровольно ушёл служить в армию. Служил медицинским братом госпитального отделения 3-го батальона 80-й отдельной аэромобильной бригады. С 17 декабря 2014 года участвовал в боевых действиях на территории Донецкого аэропорта. В последние дни боев перед подрывом противником нового терминала Донецкого аэропорта, Зиныч спасал жизни раненых при таких условиях, когда бойцов невозможно было вывезти под обстрелами, был и сам ранен. В течение двадцати дней террористы не давали вывести с терминала ни раненых не мертвых. Старшему солдату Игорю Римар от выстрела из РПГ оторвало руку и вырвало нижнюю челюсть; Зиныч вставил ему трубку и с помощниками двое суток боролся за него. После договоренности с ополченцами о временном перемирии для того что бы довезти раненого в больницу довезти. В госпитале Игорь Римар умер через 10 дней — военнослужащего ввели в кому и не смогли вывести.
20 января 2015 года Игорь Зиныч погиб под завалами в новом терминале. Поисками Игоря занимался брат, сестра и друзья, 16 февраля 2015 года удалось вывезти его тело. Похоронен в Ракитном 19 февраля 2015 года.

## Награды
- Звание Герой Украины с вручением ордена «Золотая Звезда» (14 октября 2015) — «за исключительное мужество, героизм и стойкость духа, проявленные в защите государственного суверенитета и территориальной целостности Украины, жертвенное служение Украинскому народу»[1][2];
- Не государственная награда — орден «Народный Герой Украины» (4 июня 2015)[3].
- Медаль «За жертвенность и любовь к Украине»